# 3719 Karamzin
3719 Karamzin (1976 YO1) là một tiểu hành tinh vành đai chính được phát hiện ngày 16 tháng 12 năm 1976 bởi L. Chernykh ở Nauchnyj.